# Grammopyga
Grammopyga is een geslacht van kevers uit de familie bladsprietkevers (Scarabaeidae). Het geslacht werd voor het eerst wetenschappelijk beschreven in 1885 door Kraatz.

## Soorten
- Grammopyga cincta Kolbe, 1895
- Grammopyga cincticollis (Hope, 1842)
- Grammopyga marginicollis Moser, 1904